# Centralafrikanske Republiks flag
Den Centralafrikanske Republiks flag blev antaget 1. december 1958. Det blev tegnet af Barthélemy Boganda, der var det autonome territorium Oubangui-Charis første præsident. Han kombinerede Tricolorens blå, rød og hvid med de panafrikanske farver rød, grøn og gul.
1976-1979, under det Centralafrikanske Kejserdømme, var nationalflaget uforandret, men der fandtes et særligt flag for kejser Jean-Bédel Bokassa. Dette flag var lysegrønt med en gylden ørn foran en 20-oddet gylden stjerne, øjensynligt inspireret af Napoleon Bonapartes kejserflag. 

## Eksternt link
- Central  African Republic på Flags of the  World

| Flag | Spire Denne artikel om flag eller vexillologi er en spire som bør udbygges. Du er velkommen til at hjælpe Wikipedia ved at udvide den. |